# Championnat du Maroc de football 1969-1970
Navigation
Édition précédente Édition suivante
Le club des FAR de Rabat a remporté le championnat du Maroc de football 1969-1970, c'est le 7e titre du club.

## Classement final
| Rang | Équipe                           | Pts | J  | G  | N  | P  | Bp | Bc | Diff |
| ---- | -------------------------------- | --- | -- | -- | -- | -- | -- | -- | ---- |
| 1    | FAR de Rabat                     | 74  | 30 | 16 | 12 | 2  | 27 | 14 | +13  |
| 2    | Union de Sidi Kacem              | 67  | 30 | 13 | 11 | 6  | 29 | 19 | +10  |
| 3    | Raja Club Athletic               | 66  | 30 | 11 | 14 | 5  | 26 | 17 | +9   |
| 4    | Chabab Mohammédia                | 64  | 30 | 11 | 12 | 7  | 38 | 23 | +15  |
| 5    | Wydad AC T CdT                   | 63  | 30 | 11 | 11 | 8  | 23 | 17 | +6   |
| 6    | Maghreb de Fès V                 | 63  | 30 | 9  | 15 | 6  | 25 | 20 | +5   |
| 7    | Renaissance de Settat            | 63  | 30 | 7  | 19 | 4  | 27 | 23 | +4   |
| 8    | FUS de Rabat                     | 61  | 30 | 10 | 11 | 9  | 22 | 23 | -1   |
| 9    | Difaâ d'El Jadida                | 60  | 30 | 10 | 10 | 10 | 34 | 30 | +4   |
| 10   | Raja de Beni Mellal P            | 59  | 30 | 10 | 9  | 11 | 27 | 32 | -5   |
| 11   | Mouloudia Club d'Oujda           | 59  | 30 | 9  | 11 | 10 | 24 | 29 | -5   |
| 12   | Racing de Casablanca             | 57  | 30 | 9  | 9  | 12 | 27 | 24 | +3   |
| 13   | TAS de Casablanca                | 57  | 30 | 8  | 11 | 11 | 26 | 29 | -3   |
| 14   | KAC de Kénitra                   | 54  | 30 | 9  | 6  | 15 | 20 | 25 | -5   |
| 15   | Étoile de Casablanca ↓           | 47  | 30 | 4  | 9  | 17 | 17 | 38 | -21  |
| 16   | Association sportive de Salé P ↓ | 44  | 30 | 3  | 8  | 19 | 11 | 45 | -34  |

- Qualifications

- Qualification Coupe du Maghreb des clubs champions 1970-1971
- Champion & qualification Coupe Mohammed V 1970

- Vice-champion
- Relégué en Championnat du Maroc de football D2

- Abréviations

T : Tenant du titre

V : Vice-champion 1968-1969

P : Promus du Championnat du Maroc de football D2  1968-1969

CdT : Vainqueur de la Coupe du Trône de football 1969-1970
À l'issue de la saison, Le Moghreb de Tétouan et le Kawkab de Marrakech sont promus en 1re division.

## Bilan de la saison
| Championnat du Maroc de football 1969-1970                        |                              |
| Champion                                                          | FAR de Rabat (7e titre)      |
| Coupes et trophées                                                |                              |
| Vainqueur de la Coupe du Trône 1970                               | Wydad AC                     |
| Vainqueur de la Supercoupe du Maroc 1970                          | Wydad AC                     |
| Qualifications continentales                                      |                              |
| Coupe Mohammed V                                                  | FAR de Rabat                 |
| Coupe du Maghreb des clubs champions 1970-1971                    | FAR de Rabat                 |
| Promotions et relégations                                         |                              |
| Promus en Championnat du Maroc de football                        | Kawkab de Marrakech          |
| Promus en Championnat du Maroc de football                        | Moghreb de Tétouan           |
| Relégués en Championnat du Maroc de football de deuxième division | Association sportive de Salé |
| Relégués en Championnat du Maroc de football de deuxième division | Étoile de Casablanca         |